# 833
Раннє Середньовіччя •  Епоха вікінгів •  Золота доба ісламу •  Реконкіста

## Геополітична ситуація
У Східній Римській імперії триває правління Феофіла. У Франкському королівстві триває смута. Північ Італії належить Каролінзькій імперії, Рим і Равенна під управлінням Папи Римського, герцогства на південь від Римської області незалежні, деякі області на півночі та на півдні належать Візантії. Піренейський півострів, окрім Королівства Астурія, займає Кордовський емірат. Вессекс підпорядкував собі більшу частину Англії. Існують слов'янські держави: Перше Болгарське царство, Велика Моравія.
Аббасидський халіфат очолив аль-Мутасім. У Китаї править династія Тан. Велика частина Індії під контролем імперії Пала. В Японії триває період Хей'ан. Хозарський каганат підпорядкував собі кочові народи на великій степовій території між Азовським морем та Аралом. Територію на північ від Китаю займає Уйгурський каганат.
На території лісостепової України в IX столітті літописці згадують слов'янські племена білих хорватів, бужан, волинян, деревлян, дулібів, полян, сіверян, тиверців, уличів. У Північному Причорномор'ї співіснують різні кочові племена, зокрема булгари, хозари, алани, тюрки, угри, кримські готи. Херсонес Таврійський належить Візантії.

## Події
- Смута у Каролінзькій імперії:
  - 23—24 червня сини імператора Людовика Благочестивого Людовик II Німецький, Піпін I Аквітанський та Лотар I знову збунтувалися проти нього. Папа Григорій IV, який прибув із Рима разом із Лотаром, не зміг втихомирити сварку.
  - 29—30 червня Людовик Благочестивий здався. Його взяли під варту, потім відправили в Суассон. Імператрицю Юдит Баварську відправили в монастир в Тортоні, Італія, молодшого брата Карла замкнули в Прюмському монастирі.
  - Імперію очолив Лотар I.
  - 11 листопада Людовик Благочестивий публічно покаявся і пішов у відставку.
  - У грудні Лютар і Людовик Німецький розсварилися. Людовик Німецький відправив посланця до брата Піпіна в Аквітанію.
- Вікінги напали на Фландрію та Фризію.
- Після смерті аль-Мамуна Аббасидський халіфат очолив аль-Мутасім. Він першим із халіфів опиратиметься на тюркських найманців гулямів.
- Моравський князь Моймир I захопив Нітранське князівство, й утворилася Велика Моравія.
- В Японії почалося правління імператора Німмьо.
- Херсонес Таврійський став столицею феми.